# 溴隱亭
溴隱亭（英語：Bromocriptine）是一種多巴胺受體激動劑，屬於麥角靈的衍生物。可用於控制因腦部問題而產生乳汁的患者。

## 医疗用途
溴隐亭用于治疗肢端肥大症以及与高催乳素血症相关的疾病，如闭经、不孕症、性腺功能低下和催乳素分泌腺瘤。它还用于预防卵巢过度刺激综合征以及治疗帕金森氏病。

## 历史
溴隐亭由山德士公司的科学家于 1965 年发现，并于 1968 年首次发表；它最初以 Parlodel 的商品名销售。

## 商品
- 保乳調錠